# Ptiloglossa virgili
Ptiloglossa virgili är en biart som först beskrevs av Heinrich Friese 1900.  Ptiloglossa virgili ingår i släktet Ptiloglossa och familjen korttungebin. Inga underarter finns listade i Catalogue of Life.